# Борис Бръняков
Борис Денев Бръняков (понякога Брънеков) е български военен деец, полковник, участник в Балканската (1912 – 1913), Междусъюзническата (1913) и Първата световна война (1915 – 1918), командир на 18-и пехотен етърски полк (1927 – 1928) и 9-и родопски пехотен пловдивски полк (1933).

## Биография
Борис Бръняков е роден на 10 май 1887 г. в Ловеч, в семейството на Деню и Тодорица Брънякови. През 1908 г. завършва Военно на Негово Княжеско Височество училище в 28-и випуск и на 17 февруари е произведен в чин подпоручик. На 19 февруари 1911 г. е произведен в чин поручик, на 18 май 1914 в чин капитан и през 1918 в чин майор.
Бръняков служи в 4-ти пехотен плевенски полк и 37-и пехотен полк. Началник-щаб е на отделна сборна бригада, а по-късно помощник-началник на секция II при щаба на отделна сборна бригада. На 30 януари 1923 е произведен в чин подполковник. До 1927 година преподава във Военно на Негово Княжеско Височество училище.
На 3 октомври 1927 година със заповед №19 подполковник Борис Бръняков е назначен за командир на 18-а пехотна дружина, която длъжност изпълнява от 17 октомври 1927 до 1 юни 1928 година. През 1928 година е приведен на служба в Русенския гарнизон и служи като началник-щаб на 5-а пехотна дунавска дивизия, като същата година издава труда си „Действията около град Ловеч през Освободителната война 1877 – 1878 г.“.
На 30 януари 1930 г. Бръняков е произведен в чин полковник, а със заповед №4 от 21 юни 1931 година по Военната академия, типографията се обявява за научна дисциплина и за предподавател е назначен полковник Бръняков. През 1932 г. става помощник-началник на Географския институт, след което от 1933 г. поема командването на 9-и пехотен пловдивски полк. По-късно същата година е началник-щаб на 2-ра военно инспекционна област. Същата година е съден.
Полковник Борис Бръняков е уволнен от служба и преминава в запаса през 1939 година.

## Военни звания
- Подпоручик (17 февруари 1908)
- Поручик (19 февруари 1911)
- Капитан (18 май 1914)
- Майор (1918)
- Подполковник (30 януари 1923)
- Полковник (30 януари 1930)

## Награди
- Възпоменателен кръст „За независимостта на България 1908 година“ (1909)
- Царски орден „Св. Александър“ IV степен (1913)
- Военен орден „За храброст“ IV степен 2 клас (1914)